# Impedância associada
A impedância associada ocorre quando o acoplamento de dois circuitos eletrônicos sintonizados se dá de tal maneira, que o dispositivo acoplador associa a impedância de ambos. Ocorrendo desta forma a máxima tranferência de potência. Normalmente a impedância associada se dá em equipamentos chamados de acopladores de impedâncias, estes equipamentos são utilizados para o acoplamento entre linhas de transmissão e antenas em sistemas de radioemissão.